# كأس الدنمارك 2014–15
كأس الدنمارك 2014–15 (بالدنماركية: DBU Pokalen 2014-15)‏ هو الموسم 59 من كأس الدنمارك. أقيم خلال الفترة 2 أغسطس 2014 وحتى 14 مايو 2015، وأشرف على تنظيمه اتحاد الدنمارك لكرة القدم، وكان عدد الأندية المشاركة فيه 108، وفاز فيه نادي كوبنهاغن.